# René Porterat
René Porterat, né le 2 octobre 1870 à Mulhouse (Haut-Rhin)  et mort le 8 décembre 1939 à Paris (Seine), est un homme politique de la IIIe République française, député des Vosges et président du conseil général de ce département.

## Biographie
René Porterat est le fils d'Étienne Porterat, né en 1838 à Belfort, fonctionnaire des chemins de fer de l'Est, et d'Adelaïde Guelos.
Il devient avoué à Mirecourt en 1900. Il intègre le milieu radical et est élu conseiller municipal de cette localité vosgienne en 1904. Il est maire de Mirecourt en 1908 et conseiller général du canton en 1910, jusqu'en 1934. Il participe à la Première Guerre mondiale et reçoit la croix de guerre. Il préside le Conseil général des Vosges de 1920 à 1928, comme radical modéré, faisant voter une motion de soutien à Raymond Poincaré en 1923 et 1928 tout en félicitant le cartel des gauches en 1924. Au conseil général, il participe à la reconstruction du département en développant les transports vers l'Alsace, l'électrification, améliorant l'hygiène et les services sociaux. Il participe aussi à la création d'une Société immobilière d'habitations à bon marché. Il devient progressivement le chef des radicaux dans les Vosges.
Il est l'un des cofondateurs en 1921 d'un quotidien de centre-gauche, L'Express de l'Est, contrôlé par le sénateur Paul Lederlin. Il est candidat aux législatives en 1924 sur une liste d'Union républicaine, comprenant des républicains modérés et des radicaux indépendants, appuyée par ce quotidien spinalien. Cette liste a le soutien de Poincaré et s'oppose à la liste du cartel des gauches. Porterat n'est pas élu, la liste sur laquelle il figue n'obtenant qu'un seul siège, au profit de Constant Verlot. Il est de nouveau candidat en 1928, cette fois au scrutin d'arrondissement, soutenant toujours Poincaré et comme membre de l'Union républicaine. Il est pourtant dénoncé comme un homme du Cartel et un proche de Paul Lederlin. Il bat le sortant Louis Madelin avec 9 289 voix contre 8 264. Il siège finalement dans le groupe de la Gauche radicale et s'occupe des problèmes sociaux, déposant un projet de loi pour les retraite des combattants. Il siège dans la commission d'Alsace-Lorraine et dans l'assurance et de la prévention sociale. En 1931, il mène les radicaux vosgiens aux cantonales, gagne ces élections et redevient président du conseil général, au détriment de Constant Verlot. En 1932, il est battu de peu par Louis Guillon, maire de Thaon-les-Vosges et candidat du Parti agraire et paysan français, par 9 173 voix contre 9 449, et ce, malgré le retrait du candidat socialiste. Porterat continue de présider le conseil général jusqu'en 1934 puis abandonne la vie politique en 1935.
Il meurt le 8 décembre 1939 à son domicile 200 rue du Faubourg Saint-Denier à Mirecourt.

### Famille
René Porterat épouse Émilie Antoinette Jeanne Louise Lefevre. D'elle il a deux fils : Jean né en 1898 et Jacques Marie Porterat en 1900. Ce dernier devient avoué à Mirecourt puis avocat et enfin juge, puis président du tribunal de Bar-le-Duc en 1945, juge des enfants l'année suivante puis juge au tribunal de Nancy en 1954 avant d'être conseiller à la cour d'appel de Besançon en 1957. Il reçoit la Légion d'honneur en 1962 pour ses nombreux services.

## Décoration
- Croix de guerre 1914–1918